# 나띠
나띠(영어: NATTY, 2002년 5월 30일~)는 대한민국에서 활동하는 태국인 가수이다.
2014년, JYP 엔터테인먼트 연습생 출신으로, 경연 프로그램 식스틴(영어: SIXTEEN)에 최연소 멤버로 참가하였다. 이후 개인 연습생으로 활동하다가 2017년 경연 프로그램 아이돌학교에도 참가한 이력이 있다. 
2020년 5월 7일, 데뷔 싱글 "NINETEEN(한국어: 나인틴)"을 발매하며 정식으로 데뷔하였다. 2020년 중국 텐센트 비디오에서 주최한 걸그룹 결성 프로젝트 서바이벌 오디션 프로그램 《창조영 2020》에 참가하였으나다. 그녀는 중국 7인조 걸그룹경당소녀 303의 마지막 멤버로 가장 잘 알려져 있다.
2023년 7월, 4인조 걸그룹 KISS OF LIFE 멤버로 데뷔로 한다.

## 생애

### 2014-2020: 서바이벌 오디션 연습생
JYP 엔터테인먼트에서 1년간 연습생으로 활동하던 나띠는 2015년 4월 27일, 걸그룹 TWICE의 멤버를 선발하는 오디션 프로그램 SIXTEEN(식스틴)에 14세의 최연소 후보로 참가한다. 이후 5월 12일 메이저 팀 승격, 5월 26일 모모와의 댄스 퍼포먼스 대결에서 박진영으로부터 "나를 돌아보게하는 정도의 무대"라는 찬사를 받는 등 선전했으나 마지막 무대에서 끝내 탈락하였다. 2017년 나띠는 다른 오디션 프로그램 아이돌학교에서 JYP 엔터테인먼트 연습생이 아닌 일반인 신분으로 참가하여 첫 회차 '수석 입학생'으로 뽑혔다. 오디션 진행중, 같은 식스틴 참가자였던 박지원과 함께 TWICE의 모모, 미나로부터 응원을 받기도 했으나 최종전에서 다시 떨어졌다.

### 2020-현재:NINETEEN발매와 솔로 가수
2020년 4월 6일 나띠는 스윙 엔터테인먼트와 전속 계약을 맺고 싱글로 데뷔할 것을 밝혔다. 5월 7일 나띠는 온라인 쇼케이스에서 싱글 "NINETEEN" 데뷔 무대를 선보였다.
"NINETEEN"의 뮤직비디오는 데뷔 첫 주 507만 뷰를 기록하였다

## 음반 목록

### 싱글
| 1                                         | NINETEEN - 포맷: CD, 음악 다운로드, 스트리밍 - 발매: 2020년 5월 7일 - 레이블: 스윙, 스톤뮤직     |  |  |  |  |
| 2                                         | Teddy Bear - 포맷: CD, 음악 다운로드, 스트리밍 - 발매: 2020년 11월 12일 - 레이블: 스윙, 스톤뮤직 |  |  |  |  |
| "—" 표시는 차트에 진입하지 못함을 의미함. |                                                                                                  |  |  |  |  |